# Darent
Darent (ang. River Darent) – rzeka w południowo-wschodniej Anglii, w hrabstwie Kent, w końcowym biegu wyznaczająca fragment granicy z Wielkim Londynem, dopływ Tamizy. Długość rzeki wynosi 34 km.
Źródło rzeki znajduje się na południe od miasta Westerham, na wysokości około 160 m n.p.m. Rzeka płynie w kierunku północno-wschodnim, przepływa przez Westerham, Brasted, Sundridge i Riverhead, od północy opływa Sevenoaks, następnie płynie przez Otford, Shoreham, Eynsford, Farningham, Horton Kirby, South Darenth, Sutton-at-Hone, Darenth i ostatecznie miasto Dartford, za którym wpada do niego rzeka Cray, po czym Darent uchodzi do Tamizy.